# Jean Renoir
Jean Renoir (Parigi, 15 settembre 1894 – Beverly Hills, 12 febbraio 1979) è stato un regista, sceneggiatore, scrittore e attore francese, secondo figlio del pittore impressionista Pierre-Auguste Renoir.
(Jean Renoir, Le passé vivant, pp. 121-122)
Le Patron: è questo il soprannome coniato da Jacques Rivette e utilizzato dai registi francesi della Nouvelle Vague per definire Jean Renoir. Éric Rohmer scrive nel 1979: "Renoir contiene tutto il cinema".
La sua è una lunga carriera che si sviluppa dal 1924 al 1969: inizia negli anni venti, durante i quali gira nove film muti; negli anni trenta, in Francia, gira quindici film sonori; trasferitosi a Hollywood, negli anni quaranta, gira sei film; ritornato in Francia, fra gli anni cinquanta-sessanta, gira i suoi ultimi otto film.
Alcuni dei suoi film più rappresentativi: La grande illusione, La regola del gioco, La cagna, Boudu salvato dalle acque, Una gita in campagna, La Marsigliese, Nanà, L'angelo del male, L'uomo del Sud, Il fiume, La carrozza d'oro, French Cancan.

## Biografia

Il piccolo Jean Renoir con Gabrielle Renard

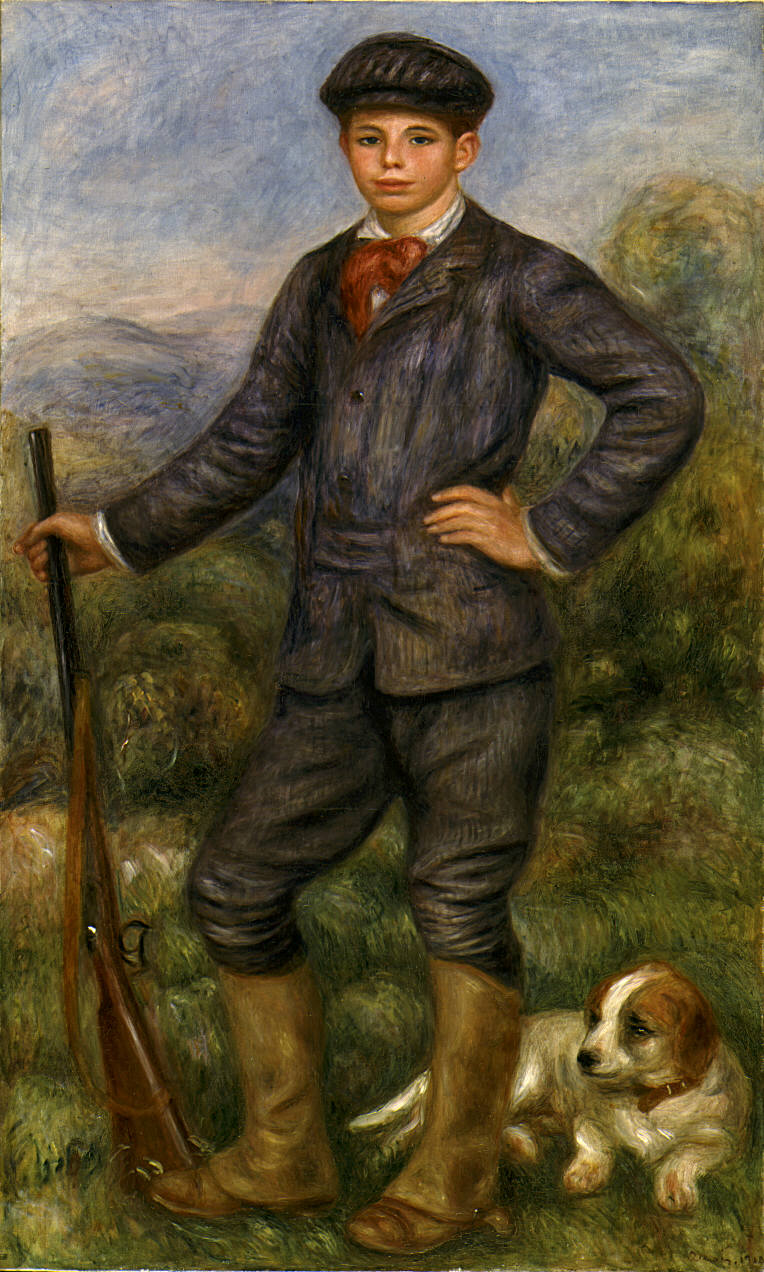
Jean Renoir in tenuta da cacciatore ritratto dal padre Pierre-Auguste

Nato da Pierre-Auguste Renoir (1841-1919), il celebre pittore impressionista, e da Aline Charigot (1854-1915), modella d'origini contadine, aveva due fratelli: Pierre (1885-1952), divenuto l'attore, e Claude (1901-1969), divenuto produttore cinematografico.
Dopo studi mediocri al "Collège Notre-Dame de Sainte-Croix" di Neuilly-sur-Seine e a un liceo di Nizza, abbandonato prima del diploma, Jean Renoir si arruolò nel Corpo dei Dragoni nel 1912. Soldato nel 1914, fece parte dell'aeronautica dal 1916. Durante la guerra in Alsazia venne ferito a una gamba e rimase zoppo per tutta la vita.
Nel 1920 sposò una modella di suo padre, Andrée Heuchling (1900-1979), che in seguito figurò nei suoi primi film con il nome d'arte di Catherine Hessling, e cominciò a lavorare come ceramista, stabilendosi vicino a Fontainebleau.

### Gli inizi
L'uscita, nel 1921, del film di Erich von Stroheim Femmine folli cambiò la sua carriera. Scrisse, in collaborazione con Pierre Lestringuez, la sceneggiatura di un film per la giovane moglie, Catherine ou Une vie sans joie (1924), rimontato e presentato nelle sale con il titolo Une vie sans joie nel 1927, diretto da Albert Dieudonné.
Il suo primo lungometraggio da regista, La ragazza dell'acqua (1924), è una favola bucolica sull'estetica impressionista, nel quale recitò ancora sua moglie e suo fratello maggiore, Pierre Renoir. La tiepida accoglienza riservata al film non scoraggiò il cineasta, che si lanciò poco dopo in un'altra produzione costosa, Nanà (1926), dal romanzo di Émile Zola, alla quale seguirono il cortometraggio Sur un air de Charleston (1927) e il film Marquitta (1927), finite le riprese del quale ebbe un brutto incidente automobilistico, ma nuovamente non volle arrendersi.
Girò quindi La piccola fiammiferaia (1928), dal racconto di Hans Christian Andersen), Tire-au-flanc (1928), commedia militare, Le tournoi dans la cité (1928) e Le bled (1929), considerati di ispirazione minore.
Nel 1930 divorziò da Catherine Hessling e girò il primo film sonoro, La purga al pupo (1931), tratto da Georges Feydeau e girato in soli quattro giorni, ma anche questo film continuò a non convincere il pubblico.

### Il periodo realista
Se Renoir esordì quindi nel cinema muto, si mise però in luce con il sonoro, a partire da La cagna (1931) che segnò una svolta nella sua opera. Fu uno dei primi film parlati, tratto da un feuilleton di Georges de La Fouchardière; La cagna offrì a Michel Simon uno dei suoi ruoli più belli, quello di un piccolo borghese geloso, assassino e vigliacco; narra di un torbido ménage à trois tra un impiegato, una prostituta e il suo protettore. È un'opera anomala nel cinema classico per quanto riguarda la collocazione in un genere e la caratterizzazione dei personaggi. La cagna è un ibrido tra dramma e commedia, che miscela morte e ironia; e rifiuta la divisione tradizionale buoni/cattivi: la macchina da presa osserva senza partecipazione figure contraddittorie, vittime e carnefici insieme.
Dopo La notte dell'incrocio (1932), dal romanzo di Georges Simenon, dove il fratello Pierre Renoir interpretò il commissario Maigret, il regista girò una serie impressionante di capolavori: Boudu salvato dalle acque (1932), nuovamente con Michel Simon, Toni (1934), che vide tra gli aiuti-regista per la prima volta Luchino Visconti, Il delitto del signor Lange (1935) con Jules Berry, Una gita in campagna (1936), uscito nel 1946, del quale suo nipote Claude Renoir curò la fotografia, e Verso la vita (1936) con Louis Jouvet. Prendendo ispirazione dai romanzi di Maksim Gorkij o dalle novelle di Guy de Maupassant, grazie anche all'impegno del grande scrittore russo Evgenij Zamjatin come sceneggiatore, Jean Renoir diede prova di avere un senso acuto del reale, che mise al servizio di un vero e proprio naturalismo poetico.

### L'impegno politico
Poco a poco chiamò a raccolta alcuni collaboratori (Jacques Prévert, Roger Blin) che diedero alla sua produzione una certa dimensione apertamente politica, segnata dalle idee del Fronte Popolare: La vita è nostra (1936, tra gli assistenti Jacques Becker e Henri Cartier-Bresson); Il delitto del signor Lange, La Marsigliese (1936). In quegli anni è suo collaboratore anche Luchino Visconti, sul set di Toni e de Una gita in campagna (Une partie de campagne).
Prima della seconda guerra mondiale, Jean Renoir cercò, con La grande illusione (1937), di promuovere un messaggio di pace, facendo recitare, quale omaggio, suo padre spirituale Erich von Stroheim insieme a Jean Gabin. Il film è ambientato durante la Grande Guerra: alcuni ufficiali francesi sono prigionieri dei tedeschi in una fortezza comandata da un capitano di nobili natali, von Rauffenstein, interpretato da Erich von Stroheim. I rapporti tra i personaggi si articolano lungo linee trasversali, in base alle differenze sociali. La questione del rapporto tra la civiltà dell'Ottocento e quella del Novecento, che è al centro della Grande illusione, è una delle possibili chiavi di lettura del cinema di Renoir degli anni trenta. L'influenza della pittura (prima di tutto del padre) e della letteratura del XIX secolo è molto forte, e da alcuni critici è considerato il suo film migliore.
Ne L'angelo del male (1938), nuovamente con Jean Gabin, con il quale aveva girato Verso la vita e La grande illusione, si sforzò di rappresentare lo scenario sociale dell'epoca. 
Ne La regola del gioco (1939), da molti considerato il suo capolavoro, previde il crollo dei valori umanisti e descrisse senza compiacenza delle usanze della società francese.

### Il periodo statunitense
Renoir abbandonò la Francia occupata dai nazisti ed espatriò negli Stati Uniti d'America nel 1941, sbarcando a New York l'8 febbraio senza conoscere una sola parola d'inglese e lasciando incompiuto un adattamento cinematografico del dramma Tosca di Victorien Sardou, che venne portato a termine sempre nel 1941 da Carl Koch. Jean Renoir prese la nazionalità statunitense, tuttavia si adattò con difficoltà al sistema hollywoodiano, dirigendo comunque alcuni film: il primo fu La palude della morte (1941), il secondo Questa terra è mia (1943), con Charles Laughton. Dopo il mediometraggio di propaganda Salute to France (1944) realizzò L'uomo del Sud (1945), Il diario di una cameriera (1946), dal famoso romanzo di Octave Mirbeau, con Paulette Goddard, che Renoir ammirava molto avendo lavorato con Charlie Chaplin, e La donna della spiaggia (1946), prima di recarsi in India dove realizzò Il fiume (1951), suo primo film a colori che ebbe un'influenza duratura sullo stesso cinema indiano, nonché su molto cinema francese (discorso valido per tutto il cinema renoiriano).
Finita la guerra, altri registi francesi all'estero tornarono subito in Francia (per esempio René Clair e Julien Duvivier), ma Renoir si attardò anche perché aveva un problema legale, avendo sposato negli Stati Uniti d'America, nel 1944, Dido Freire, senza aspettare le carte del divorzio da Catherine, avvenuto nel 1930 ma non trascritto. Rischiava quindi l'accusa di bigamia.

### Gli ultimi film
Di ritorno in Europa agli inizi degli anni cinquanta, Jean Renoir girò ancora La carrozza d'oro (1952), tratto dal romanzo di Prosper Mérimée, con Anna Magnani, French Cancan (1955) con Jean Gabin e Françoise Arnoul, Eliana e gli uomini (1956) con Ingrid Bergman e Jean Marais, e Le strane licenze del caporale Dupont (1962), tratto dal romanzo di Jacques Perret.
Incontrando sempre più difficoltà nel produrre i suoi film, si rivolse allora alla televisione (Il teatrino di Jean Renoir, 1969-1971) e si dedicò più ampiamente alla letteratura: pubblicò un libro su suo padre, Renoir, mon père (1962), la sua autobiografia, Ma vie et mes films (1974), la raccolta dei suoi articoli di cinema e giornalismo (Scritti 1926-1971, 1974), qualche dramma teatrale (Orvet, 1955), così come alcuni romanzi (Les Cahiers du capitaine Georges, 1966; Le Crime de l'Anglais, 1979).
Nel 1970 si ritirò a Beverly Hills, dove morì nel 1979. Il corpo venne poi trasportato in Francia, ed è sepolto al cimitero di Essoyes.

## La poetica di Jean Renoir
- Un narratore: Renoir si definisce innanzitutto "un narratore di storie con la cinepresa".[14]
- Un esploratore: un regista è un artista e l'artista è un esploratore, un pioniere che precede il branco e rivela i sentimenti nascosti, spalanca le finestre su paesaggi occultati dalla nebbia delle false tradizioni. La sua funzione è quella di squarciare i veli che ricoprono la realtà.[15][16]
- Un umanista: si è parlato a lungo dell'umanesimo di Renoir. Egli fa suo il motto di Pascal: "C'è solo una cosa che interessa l'uomo, è l'uomo stesso".[17]
- Sogno e realtà: al cinema la differenza fra il sogno e la realtà è abbastanza fluida. Il regista lavora con delle lampade, con delle cineprese, con una pellicola, uno sviluppo, un lavoro in cui i problemi materiali contano enormemente: "Si comincia sempre con dei sogni imprecisi. Poi si fanno rientrare questi sogni nel quadro della realtà; e, prima che il film sia terminato, è la realtà che prevale.[...] A conti fatti, la realtà vale più del sogno. È più fantasiosa. Non c'è sogno capace di presentarci i mille, mille, mille aspetti diversi che un fatto qualsiasi ci presenta."[18]
- Commedia e tragedia: Renoir attinge il senso e il gusto della commedia dalla coscienza profonda della tragedia umana, mette sapientemente in scena la dialettica del gioco e della regola, del piacere e dell'amore, dell'amore e della morte.[19]
- Progressismo e tradizione: "...due forze eguali e contrarie hanno sempre guidato l'esistenza di Renoir: una di tipo progressista, legata alla sua militanza politica e ai film di maggiore impegno ideologico e sociale, la seconda di tipo regressivo e edipico legata al mondo della sua infanzia, al padre e alla centralità dei sentimenti, dei valori, del rigore professionale, solidarietà, lealtà, onestà, amicizia e amore come donazione di sé."[20]
- Eclettismo: "Renoir è un onnivoro, dotato di forte capacità mimetica, che ha affrontato con egocentrica autonomia esperienze le più diverse. Renoir si adatta, si mimetizza. Spera e dispera, sorride e piange, si mescola alla vita dei suoi personaggi con curiosità e affetto sempre, ma sempre con una spiritosa distanza. Pesca dove la curiosità (e l'occasione) lo spinge. Rompe i canoni e ne costruisce di nuovi. E nuovo è nella vivace mobilità degli esterni, nella corale definizione dei personaggi, nella svagata presa di contatto con la realtà, anzi con più realtà, che egli sonda da gran signore apparentemente pacioso, disponibile, aperto. Dalle sue molte tentate adesioni al mondo che volta per volta narra nasce il fascino ambiguo, film per film."
- "Le gros plan": Jean Renoir afferma in un'intervista televisiva che c'è una cosa che differenzia il cinema da tutte le altre forme di spettacolo. Questa differenza è "Le gros plan", che tradotto in lingua italiana significa "il primo piano". Egli spiega tale differenza dicendo che il primo piano realizza un legame forte, brusco tra ciò che è sullo schermo e il pubblico in sala, così come avviene nell'opera lirica quando vi è un assolo e tutto ciò che c'è intorno, comprese le scenografie scompaiono. Il primo piano, dice testualmente Renoir, è il miglior ponte tra l'attore sullo schermo e le persone in sala, le quali dimenticano se stesse e penetrano nell'attore/nell'attrice e si identificano in lui/in lei. Ciò ha fatto la fortuna del cinematografo, la contemplazione e l'immedesimazione con il primo piano.

## Il metodo di lavoro
Jean Renoir concepisce la lavorazione di un film come "work in progress". (De Vincenti, Durgnat, Cauliez)
La sceneggiatura per Renoir è solo uno strumento che si modifica via via che si progredisce nella lavorazione del film: è l'obiettivo finale che non deve essere cambiato. I caratteri dei personaggi si precisano facendoli parlare e agire; l'ambientazione generale, gli scenari gli esterni possono subire delle trasformazioni a seconda delle circostanze. Le convinzioni intime del regista emergono col tempo, e attraverso la collaborazione con gli artigiani che lavorano al film, gli attori, i tecnici, gli elementi naturali o realizzati dagli scenografi.

## La direzione degli attori
Il metodo di prova di recitazione per Renoir consiste nel domandare agli attori di pronunciare le parole senza recitarle, nel non permettere loro di pensarci, se non dopo numerose letture del testo: "Anche il modo di recitare deve essere scoperto dagli attori e quando l'hanno scoperto, io chiedo loro di frenarsi, di non recitare tutto subito, di procedere con prudenza, di non aggiungere gesti se non più tardi, di possedere tutto il senso della scena prima di permettersi di spostare un posacenere, afferrare una matita o accendere una sigaretta."

## Lo stile
Renoir, secondo il critico André Bazin, è un regista pittorico e sensuale: "Il più visivo e il più sensuale dei registi... quello che più ci trasporta nell'intimo dei suoi personaggi perché è prima di tutto un amante fedele della loro apparenza e, attraverso essa, della loro anima. La conoscenza in Renoir passa attraverso l'amore e l'amore attraverso la pelle del mondo. La flessibilità, la mobilità, il modellato vivente della sua regia è la sua cura di drappeggiare, per il suo piacere e per la nostra gioia, il vestito senza cucitura della realtà."

## La critica
La critica italiana:
- nel 1975 esce la prima monografia: Jean Renoir, a cura di Carlo Felice Venegoni, per la collana "Il Castoro Cinema".
- nel 1996 è pubblicato uno studio ampio e completo a cura dello studioso Giorgio De Vincenti, Jean Renoir: la vita, i film, Edizioni Marsilio.
- del 2007 è la monografia più recente: Daniele Dottorini, Jean Renoir. L'inquietudine del reale, Casa Editrice Ente dello Spettacolo.

André Bazin è il critico cinematografico che imprime una svolta alla valutazione critica del lavoro Renoir. 
La stesura del libro che egli dedica al regista è interrotta nel 1958 dalla morte prematura dell'autore, ma viene ultimata e pubblicata a Parigi nel 1971, grazie agli amici, registi e critici redattori della rivista da lui fondata nel 1951 Cahiers du cinéma: François Truffaut, Éric Rohmer, Jacques Rivette, Jean-Luc Godard, Claude Chabrol, Jean Douchet, Michel Delahaye, Claude Givray. Il libro è accessibile al pubblico italiano nell'edizione curata e tradotta da Michele Bertolini, pubblicata da Mimesis Cinema, nel 2012.
I cineasti della Nouvelle Vague contribuirono in modo determinante all'analisi e alla valorizzazione di Renoir, spesso sottovalutato e incompreso. Evidenzia questo aspetto anche il critico italiano Gian Piero Brunetta:
Incompreso per l'ecclettismo stilistico – ogni suo film appare, in effetti, come un prototipo – e per l'incapacità della critica di vedere, al di là della varietà di temi e stili, la profonda fedeltà a se stesso.»
(Gian Piero Brunetta, Dizionario dei registi del cinema mondiale, Einaudi 2006, vol. III, p. 157-162.)
Jean Douchet su Cahiers du cinéma ha scritto che da un certo punto in poi Renoir si stacca dall'influenza iniziale di Stroheim, Zola, Chaplin per iniziare il suo periodo di libertà di cineasta. Il film che segna questo passaggio è Tire au flanc, che, oltre tutto, influenzerà a tal punto Il marmittone, uscito trent'anni dopo, per quanto riguarda lo sguardo lunatico sulla vita militare attraverso il linguaggio della Commedia dell'arte, che alcuni siti assegnano erroneamente a Jean Renoir un titolo inesistente del 1928, The Sad Sack.

## Documentari su Jean Renoir
- 1967, Jean Renoir, le patron de Jacques Rivette nella serie Cinéastes de notre temps
  - Prima parte: La Recherche du relatif
  - Seconda parte: La Direction d'acteur
  - Terza parte: La Règle et l'Exception
- 1968, La Direction d'acteur par Jean Renoir di Gisèle Braunberger

## Filmografia
Per la stesura della seguente filmografia sono state consultate le filmografie contenute nei saggi monografici.

### Regista
- Catherine ou Une vie sans joie co-regia Albert Dieudonné (1924)
- La ragazza dell'acqua (La Fille de l'eau) (1925)
- Nanà (Nana) (1926)
- Sur un air de Charleston o Charleston Parade, cortometraggio (1927)
- Marquitta (1927)
- Tire-au-flanc (1927)
- Le tournoi dans la cité (1928)
- La piccola fiammiferaia (La Petite marchande d'allumettes) (1928)
- Le bled (L'entroterra) (1929)
- La purga al pupo (On purge bébé) (1931)
- La cagna (La Chienne) (1931)
- La notte dell'incrocio (La Nuit du carrefour) (1932)
- Chotard et Cie (1932)
- Boudu salvato dalle acque (Boudu sauvé des eaux) (1932)
- Madame Bovary (1933)
- Toni (1935)
- La vita è nostra (La Vie est à nous) (1936)
- Una gita in campagna (Une partie de campagne) (1936)
- Il delitto del signor Lange (Le Crime de Monsieur Lange) (1936)
- Verso la vita (Les Bas-fonds) (1936)
- La grande illusione (La Grande illusion) (1937)
- La Marsigliese (La Marseillaise) (1938)
- L'angelo del male (La Bête humaine) (1938)
- La regola del gioco (La Règle du jeu) (1939)
- La palude della morte (Swamp Water) (1941)
- Questa terra è mia (This Land Is Mine) (1943)
- L'uomo del Sud (The Southerner) (1945)
- Il diario di una cameriera (The Diary of a Chambermaid) (1946)
- Salute to France (1946)
- La donna della spiaggia (The Woman on the Beach) (1947)
- Il fiume (Le Fleuve / The River) (1951)
- La carrozza d'oro (Le Carrosse d'or) (1953)
- French Cancan (1955)
- Eliana e gli uomini (Elena et les hommes) (1956)
- Il testamento del mostro (Le Testament du Docteur Cordelier) (1959)
- Picnic alla francese (Le Déjeuner sur l'herbe) (1959)
- Le strane licenze del caporale Dupont (Le Caporal épinglé) (1962)
- Il teatrino di Jean Renoir (Le petit théâtre de Jean Renoir) (1969)

### Sceneggiatore
- Catherine ou Une vie sans joie (1924)
- Nanà (1926)
- The Sad Sack (1927)
- The Tournament (1928)
- La piccola fiammiferaia (1928)
- La purga al pupo (1931)
- La cagna (1931)
- La notte dell'incrocio (1932)
- Boudu salvato dalle acque (1932)
- Chotard et Cie (1932)
- Madame Bovary (1933)
- Toni (1935)
- La vita è nostra (1936)
- La scampagnata (1936)
- Il delitto del signor Lange (1936)
- Verso la vita (1936)
- La grande illusione (1937)
- La Marsigliese (1938)
- L'angelo del male (1938)
- La regola del gioco (1939)
- Cristobal's Gold (1940)
- The Story of Tosca (1941)
- L'uomo del Sud (1945)
- La donna della spiaggia (1947)
- Il fiume (1951)
- La carrozza d'oro (1953)
- French Cancan (1955)
- Eliana e gli uomini (1956)
- Il testamento del mostro (1959)
- Picnic alla francese (1959)
- Le strane licenze del caporale Dupont (1962)
- Il teatrino di Jean Renoir (1969)
- Carola (1973)

### Attore
- Ceux de chez nous (1915)
- La P'tite Lili (1929)
- Le Petit Chaperon rouge (1929)
- Die Jagd nach dem Glück, regia di Rochus Gliese (1930)
- La vita è nostra (1936)
- La scampagnata (1936)
- L'angelo del male (1938)
- La regola del gioco (1939)
- Il teatrino di Jean Renoir (1971)

### Produttore
- Catherine ou Une vie sans joie (1924)
- La ragazza dell'acqua (1925)
- Nanà (1926)
- Il delitto del signor Lange (1936)
- La Marsigliese (1938)
- Questa terra è mia (1943)
- Il fiume (1951)

## Opere letterarie
- (FR)  Jean Renoir, Renoir, Hachette, Paris 1962.
- Jean Renoir, Renoir mio padre, traduzione di Roberto Ortolani, prefazione di Giacomo Agosti, Garzani, Milano 1963 ISBN 88-11-66307-5
- (FR) Jean Renoir, Ma vie et mes films, Flammarion, Paris 1974.
- Jean Renoir, La mia vita, i miei film, trad. di Daniela Orati, Marsilio, Venezia 1992. ISBN 88-317-5419-X
- Jean Renoir, Ecrits(1926-1971), Pierre Belfont, 1974, Ramsay Poche Cinéma, 1989-2006, edizione italiana tradotta da Giovanna Grignaffini e Leonardo Quaresima, La vita è cinema. Tutti gli scritti 1926-1971, Longanesi, Milano 1978.
- (FR) Jean Renoir, Ecrits 1926-71, a cura di Claude Gauteur, Paris, Pierre Belfond, 1974.
- Jean Renoir, La vita è cinema. Tutti gli scritti 1926-1971, trad. di Giovanna Grignaffini e Leonardo Quaresima, Longanesi, Milano 1978.
- (FR)  Jean Renoir, Entretiens et propos, a cura di Jean Narboni, Janine Bazin e Claude Gauteur, Editions de l'Etoile/Cahiers du cinema, Paris 1979 (riedizione Ramsay, Paris 1986).
- (FR)  Jean Renoir, Oeuvres de cinema inedites: synopsis, traitements, continuites, dialoguees decoupages, a cura di Claude Gauteur, Gallimard, Paris 1981.
- (FR) Jean Renoir, Le passé vivant, a cura di Claude Gauteur, Editions de l'Etoile/Cahiers du cinema, Paris 1989.
- Jean Renoir, Il passato che vive, Bulzoni, Roma 1996.
- (EN)  Renoir on Renoir: interviews, essays, and remarkes, a cura di Carol Volk, Cambridge University Press, 1989.
- (FR)  Jean Renoir, Faire des films, trad. fr. dall'americano di Eva Goldenberg, prefazione di Guy Cavagnac, Seguier, Paris 1999.
- (EN)  Jean Renoir, Correspondance 1913-1978, a cura di David Thompson e Lorraine LoBianco, Faber and Faber, London 1994 (ed. fr. Plon, Paris 1998).
- (FR)  Jean Renoir, Lettres d'Amerique, a cura di Dido Renoir e Alexander Sesonske, introduzione di Alexander Sesonske, trad. fr. di Annie Wiart, Presses de la Renaissance, Paris 1984.
- Jean Renoir, Les cahiers du capitaine Georges, Gallimard, Paris 1966, trad. di Anna Premoli, Il diario del capitano Georges: ricordi d'amore e di guerra 1894-1945: romanzo, Garzanti, Milano 1968.
- (FR)  Jean Renoir, Le coeur a l'aise, Flammarion, Paris 1978.
- Jean Renoir, Le crime de l'Anglais, Flammarion, Paris 1979, trad. di Maurizio Cucchi, Il delitto dell'Inglese, Editori riuniti, Roma 1983.
- (FR) Jean Renoir, Geneviève, Flammarion, Paris 1979.
- (FR)  Jean Renoir, Orvet, Gallimard, Paris 1955 (pièce in tre atti).
- (FR)  Jean Renoir, Carola, in L'Avant Scène Cinéma, novembre 1976 (pièce in tre atti).